# آنتون گون
آنتون گون (آلمانی: Anton Ghon؛ ‏ ۱ ژانویهٔ ۱۸۶۶ – ۲۳ آوریل ۱۹۳۶) آسیب‌شناس و باکتری‌شناس اتریشی بود. او بیشتر بابت پژوهش‌هایش در زمینهٔ بیماری سل (کمپلکس گون) شناخته شده است. وی پس از پایان تحصیل در رشتهٔ پزشکی در گراتس به بافت‌شناسی، میکروب‌شناسی و آسیب‌شناسی تشریحی علاقمند شد. او در سال ۱۸۹۷ در قالب هیاتی علمی جهت پژوهش در مورد طاعون خیارکی به بمبئی اعزام شد. مطالعات و پژوهش‌های وی در زمینهٔ سبب‌شناسی، آسیب‌شناسی تشریحی و همه‌گیرشناسی، برای او تیمش جایزه نوبل فیزیولوژی یا پزشکی را در سال ۱۹۰۱ به ارمغان آورد. او درجهٔ شایستگی علمی خود را در سال ۱۸۹۹ در وین به‌دست‌آورد و در سال ۱۹۰۲ استادیار دانشگاه و از سال ۱۹۱۰ استادتمام کالبدشناسی دانشگاه آلمانی پراگ شد.
وی پژوهش‌های مهمی در زمینهٔ باکتری‌های گرم-منفی، آنفلوانزا، گانگرن گازی، مننژیت و سل انجام داد و متخصص برجسته‌ای در حوزهٔ باکتری‌شناسی بود. کانون گون، که یک عفونت اولیه مرتبط با سل است، و همچنین کمپلکس گون به افتخار او نام‌گذاری شده است بهترین مقالهٔ پژوهشی مکتوب او رساله‌ای دربارهٔ سل دوران کودکی به نام «کانون ریوی اولیه در سل کودکان» است که در سال ۱۹۱۲ نگاشته شده است. وی از سال ۱۸۹۹ عضو فرهنگستان علوم اتریش شد.